# Província de Bistrița-Năsăud
La província de Bistrița-Năsăud (IPA: ['bis.tri.ʦa nə.'sə.ud]; hongarès: Beszterce-Naszód) és un județ, una divisió administrativa de Romania, a Transsilvània, amb capital a Bistrița.

## Límits
- Província de Suceava a l'est.
- Província de Cluj a l'oest.
- Província de Maramureș al nord.
- Província de Mureș al sud.

## Demografica
El 2002, tenia 311,657 i una densitat de població de 58/km².
- Romanesos - 90%[1]
- Hongaresos - 6%
- Rroma

També hi ha alemanys que han disminuït per l'emigració.
| Any  | Població |
| ---- | -------- |
| 1948 | 233,650  |
| 1956 | 255,789  |
| 1966 | 269,954  |
| 1977 | 286,628  |
| 1992 | 326,820  |
| 2002 | 311,657  |

## Divisió Administrativa
La província té 1 municipalitat, 3 ciutats i 56 comunes.

### Municipalitats
- Bistriţa

### Ciutats
- Beclean
- Năsăud
- Sângeorz-Băi

### Comunes
| - Bistriţa Bârgăului - Braniştea - Budacu de Jos - Budeşti - Căianu Mic - Cetate - Chiochiş - Chiuza - Ciceu-Giurgeşti - Ciceu-Mihăieşti - Colibiţa - Cormaia - Coşbuc - Dumitra | - Dumitriţa - Feldru - Galaţii Bistriţei - Ilva Mare - Ilva Mică - Josenii Bârgăului - Leşu - Lechinţa - Livezile - Lunca Ilvei - Măgura Ilvei - Maieru - Matei - Măgura Ilvei | - Mărişelu - Miceştii de Câmpie - Milaş - Monor - Negrileşti - Nimigea - Nuşeni - Parva - Petru Rareş - Poiana Ilvei - Prundu Bârgăului - Rebra - Rebrişoara - Rodna | - Romuli - Runcu Salvei - Rusu de Sus - Rusu de Jos - Salva - Sărăţel - Sânmihaiu de Câmpie - Şieu - Şieu-Odorhei - Şieu-Măgheruş - Şieuţ - Şintereag - Silivaşu de Câmpie - Suplai | - Spermezeu - Şanţ - Târlişua - Teaca - Telciu - Tiha Bârgăului - Uriu - Urmeniş - Zagra |